# Kastelec (priimek)
Kastelec je priimek v Sloveniji, ki ga je po podatkih Statističnega urada Republike Slovenije na dan 1. januarja 2010 uporabljalo 394 oseb.

## Znani nosilci priimka
- Albert Kastelec (1930—2011), industrijski in grafični oblikovalec
- Barbara Kastelec (*1976), slikarka, kustosinja..
- Damijana Kastelec, statističarka, izr. prof. BF UL
- Jernej Kastelec (*1978), atlet, tekač na 1500 m
- Jernej Kastelec (*1980), etnolog, filmski režiser in scenarist
- Klara Kastelec, igralka
- Matija Kastelec (1620—1688), kanonik, leksikograf, prevajalec in verski pisec
- Tomaž Kastelec, triatlonec ("ironman")
- Urška Kastelec, operna pevka